# Пимозид
Пимозид (Pimozidum) — антипсихотическое средство класса дифенилбутилпиперидинов.
Синонимы: Орап (оральный антипсихотик), Antalon, Norofen, Opiran, Oralep, Orap, Pimotid, Pirium.

## Общая информация
Является производным дифенилбутилпиперидина; по структуре боковой цепи близок к бенперидолу.
По спектру действия близок к галоперидолу, оказывает выраженное антипсихотическое действие.
Особенностью препарата является относительно продолжительный эффект при приёме внутрь. Действие наступает быстро, максимальный эффект развивается обычно через 2 часа, длится около 6 часов и проходит через 24 часа.
Применяют пимозид в амбулаторных условиях для поддерживающей терапии у больных, ранее лечившихся нейролептическими препаратами. Удобен для применения, так как не оказывает гипноседативного действия. В стационаре и в амбулаторных условиях используется для лечения шизофрении, параноидных состояний, психотических и невротических состояний с параноидными признаками. Для лечения агрессивности и возбуждения при острых психозах непригоден, так как не оказывает психомоторно-седативного действия. Пимозид также успешно использовался для лечения бредового расстройства и параноидного расстройства личности.
Может использоваться в сочетании с другими нейролептическими препаратами. При острых психических заболеваниях рекомендуется начинать лечение с назначения нейролептика, оказывающего гипноседативное действие, а затем, постепенно уменьшая дозу этого нейролептика, переходить на приём пимозида.
Назначают пимозид внутрь до еды в виде таблеток. Начальная доза для взрослых 0,001 г (1 мг) раз в сутки, затем дозу постепенно повышают. Средняя суточная доза составляет 5 мг (до 8 мг); принимают раз в сутки.

## Побочные эффекты
При лечении пимозидом могут появиться экстрапирамидные расстройства, для устранения которых принимают антипаркинсонические средства. В первые дни лечения (главным образом при прекращении приёма ранее назначенных нейролептиков с седативным действием) возможно обострение агрессивности.
Другие побочные эффекты: слабость, утомляемость, снижение аппетита, эмоциональная подавленность. Со стороны половой системы: набухание или болезненность молочных желёз, необычная секреция молока; редко — снижение потенции. Реже — аллергические кожные высыпания, гипотензия. Возможно также возникновение аритмий (характерен больший риск аритмий в сравнении с другими мощными антипсихотиками). Со стороны пищеварительной системы возможны запоры, сухость во рту; редко — диарея, потеря аппетита, снижение массы тела, тошнота, рвота, обтурационная желтуха.

## Противопоказания
Экстрапирамидные расстройства, депрессивные состояния. Препарат не следует назначать женщинам в первые 3 месяца беременности. Индивидуальная повышенная чувствительность к пимозиду.

## Взаимодействия
Не следует сочетать пимозид с барбитуратами, наркотическими анальгетиками. При сочетании пимозида с фенотиазиновыми нейролептиками возрастает риск развития желудочковых аритмий, как и при сочетании его с соталолом, амиодароном, дизопирамидом, прокаинамидом, хинидином или хинином, а также при сочетании его с моксифлоксацином, кларитромицином или эритромицином. Данных сочетаний следует избегать. Риск желудочковых аритмий повышается также при сочетании пимозида с диуретиками по причине вызываемой диуретиками гипокалиемии.

## Физические свойства
Белый кристаллический порошок. Практически нерастворим в воде.

## Форма выпуска
Таблетки по 0,001 г (1 мг) в упаковке по 50 штук и по 0,004 г (4 мг) в упаковке по 20 штук.